# Mykenisches Kuppelgrab von Kiperi
Mykenisches Kuppelgrab von Kiperi (griechisch Θολωτός μυκηναϊκός τάφος στην περιοχή «Κύπερη») ist das einzige bisher bekannte bronzezeitliche Tholosgrab in Epirus.

## Lage
Das Grab befindet sich am Ort Kiperi (Κύπερη) etwa 2 km östlich von Parga und 1,7 km westlich von Agia Kyriaki, am südlichen Fuß des Berges Benzevelios auf einer Höhe von 192 m. Wenn die nähere Umgebung in der Antike baumfrei war, so hatte man von hier einen guten Blick auf die darunterliegenden Buchten von Lichnos und Parga, auf die Inseln Paxos und Andipaxos und die Südspitze von Korfu. Von einem etwas südlicheren Standpunkt konnte man die gegenüberliegende Bucht von Ammoudia, wo der Acheron mündet, und das bronzezeitliche Ephyra sehen.

## Entdeckung
Das Grab wurde 1837 durch Landarbeiter entdeckt und 1960 von dem griechischen Archäologen Sotirios Dakaris ausgegraben. Der Besitzer des Grundstücks übergab Dakaris eine bronzene Speerspitze, die er angeblich in dem Grab gefunden hatte. 1975 führte Thanasis I. Papadopoulos in der Umgebung Suchgrabungen durch und vermaß das Grab erneut. Bei mehreren Begehungen zwischen den Jahren 1993 und 1995 entdeckten Thomas Francis Tartaron und Konstantinos L. Zachos zahlreiche Tonscherben und sogar Anzeichen auf ein oder mehrere weitere Tholosgräber.

## Beschreibung
Der Zugang zum Kuppelgrab erfolgte von Westen und war zum Grab hin leicht nach unten geneigt. Der aus Steinen errichtete und ursprünglich etwa 5 m lange Zuweg, der sogenannte Dromos, ist etwa auf einer Länge von 4 m erhalten. Er verengte sich zum Grab hin und die Seitenwände waren nach innen geneigt. So war er in Bodenhöhe am noch erhaltenen äußeren Ende 1,01 m und in 0,65 m Höhe 0,96 m breit und verengte sich zum Eingang am Boden auf 0,935 m und in 1,23 m Höhe auf 0,72 m. Der Dromos ging in den Eingang, den sogenannten Stomion, über, der genauso breit war und somit auch keinen Türrahmen hatte.
Der Stomion war etwa 1,20 m lang und vermutlich etwa 1,50 m hoch. Es gab keine Türschwelle und der heute fehlende Sturz bestand wahrscheinlich wie bei ähnlichen Gräbern in Ätolien aus einer Steinplatte, deren Innenseite entsprechend der Krümmung der Grabkuppel verlief. Diese Gräber hatten auch kein Entlastungsdreieck über dem Sturz. Ob der Eingang in der Antike verschlossen wurde, konnte nicht nachgewiesen werden, da man weder eine Steinplatte noch Mauerreste fand.
Die Grabkuppel, die heute eingestürzt ist, war nicht exakt rund und maß laut Dakaris von West nach Ost 3,90 m und von Nord nach Süd 4,05 m. Papadopoulos gibt jedoch für die beiden Maße 3,75 m und 3,91 m an. Die Außenwände sind bis in eine Höhe von etwa 2 m erhalten. Die Kuppel war ursprünglich etwa 4 m hoch und war somit höher als das umgebende Gelände. Es muss also einen Hügel über der Kuppel gegeben haben. Man fand jedoch keine Steine, die zu einer niedrigen Mauer gehörten, die den Hügel an der Basis einfasste.
Zum Bau des Grabes wurden gelblichweiße Kalksteinplatten verwendet, die sorgfältig in Reihen gesetzt wurden. Sie wurden wahrscheinlich auf der Insel Paxos gebrochen. Ihre mittlere Größe beträgt 18 × 54 cm und ihre Dicke schwankt zwischen 6,5 und 14 cm. Die Zwischenräume zwischen den Steinen wurden mit Steinsplittern und Lehm gefüllt. Weder im Grab noch im Dromos gab es Gruben oder Nischen. Sowohl der Boden des Grabes als auch Stomion und Dromos waren mit Kieselsteinen bedeckt. In der Grabkammer, die bereits ausgeraubt war, fand man Knochen von mehreren Individuen. Darunter befanden sich auch die Knochen einer hochschwangeren Frau. Als Beigaben fand man mykenische und handgemachte, grobe, lokale Keramik.
Das Tholosgrab wurde vermutlich kurz vor 1400 v. Chr. (SH III A1) errichtet und bis um 1200 v. Chr. (Übergang von SH III B zu SH III C) verwendet, unter der Voraussetzung, dass die bronzene Speerspitze tatsächlich aus dem Grab stammte.
Papadopoulos fand in der Umgebung Grundmauern von Rundbauten und etwa 150 m östlich von Gebäuden und außerdem Reste einer Mauer. Nach Tartaron und Zachos liegt ein etwa 20 m langer Abschnitt dieser Mauer wenige Meter östlich des Grabes und verläuft von Süd nach Nord. Sie ist etwa 1,30 m dick und bis zu 1,20 m hoch erhalten. Ihre ursprüngliche Höhe war jedoch größer. Sie wurde im kyklopischen Stil aus grob behauenen Quadern errichtet. Die Zwischenräume wurden mit kleinen Steinen gefüllt. In der Umgebung des Grabes fand man Tonscherben von grober Keramik, die von der Bronze- bis zur Eisenzeit reichte. Man fand hier keine mykenischen Scherben.
Papadopoulos vermutete, dass ein mykenischer Adeliger, der über die Gegend regierte, das Grab erbauen ließ. Tartaron und Zachos schreiben dagegen das Tholosgrab einem örtlichen Machthaber zu, der sich ein Tholosgrab mykenischer Bauart erbauen ließ. Es wird vermutet, dass dieselben Handwerker, die die sehr ähnlichen Gräber in Ätolien erbauten, auch das Tholosgrab von Kiperi erbauten.

## Funde
Ein Teil der mykenischen Keramik scheint aus der gleichen Fabrik wie einige Gefäße aus den Tholoi von Agios Elias in Ätolien zu stammen. Es handelt sich hauptsächlich um gedrückt-flache Alabastra gefolgt von Kylikes. Außerdem fand man noch Bügelkannen, amphoroide Kratere und Becher. Die auf der Töpferscheibe geformte mykenische Keramik wird in SH III A1 bis AH III A2-B datiert. Die lokale, grobe Keramik war handgemacht.
Die weidenblattförmige Speerspitze stammt aus Mitteleuropa und wird in die Zeit um 1200 v. Chr. datiert.